# Артемида-1
«Артемида-1» (англ. Artemis 1, официально Artemis I — с римской цифрой в названии, ранее — Exploration Mission-1, EM-1) — беспилотный полёт космического корабля «Орион» к Луне на ракете-носителе Space Launch System (SLS), в рамках программы «Артемида». Первый полёт ракеты SLS.
Запуск был проведён с территории Космического центра Кеннеди (пусковая площадка LC-39B) 16 ноября 2022 года в 6:47 UTC (09:47 по МСК).  После 25 дней пребывания в космосе «Орион» 11 декабря 2022 в 17:40 UTC (20:41 по МСК) успешно приводнился в Тихом океане; «Орион» провёл 25 дней в космосе, включая 3 дня на ретроградной орбите Луны. Миссия «Артемида-1» завершена успешно.
В рамках следующей миссии «Артемида-2» планируется первый пилотируемый полёт «Ориона», а в миссии «Артемида-3» — высадка астронавтов на Луну.  Позже планируется и четвёртая миссия — «Артемида-4» в рамках которой планируется доставить четырёх астронавтов на окололунную станцию «Gateway», а также высадить экипаж на поверхность Луны .

## Обзор миссии
В ходе миссии состоялся первый запуск ракеты-носителя SLS версии Block 1, которая включает:
- два твердотопливных ракетных ускорителя;
- четыре жидкостных ракетных двигателя RS-25[1];
- вторую ступень на криогенном топливе ICPS (Interim Cryogenic Propulsion Stage [англ.], также известную как Delta Cryogenic Second Stage)[2].

Цель миссии «Артемида-1» — демонстрация работы интегрированных систем, а также тестирование системы тепловой защиты корабля «Орион» при вхождении в плотные слои атмосферы на высокой скорости (11 км/с)[2].
16 января 2013 года НАСА объявило, что Европейское космическое агентство построит сервисный модуль «Orion» на основе Автоматического грузового корабля.
В январе 2015 года НАСА и компания Lockheed объявили, что вес «Орион» будет снижен на четверть по сравнению с предыдущими планами, будет уменьшено число сварных швов. При этом даже для беспилотного запуска космический корабль «Orion» оснащён полноценной системой жизнеобеспечения и сиденьями для экипажа, при этом в сиденьях для экипажа планируется разместить два манекена для оценки воздействия на них радиации.

#### Возможные коммерческие запуски
13 марта 2019 года директор НАСА Джим Брайденстайн заявил на слушаниях в Сенате, что его ведомство рассматривает возможность запуска космического корабля «Orion» на коммерческих ракетах-носителях в случае задержки готовности Space Launch System. Он отметил, что НАСА изучает варианты запуска «Orion» в рамках миссии «Артемида-1» с использованием ракет Falcon Heavy или Delta IV Heavy[1][2].
Подобная миссия потребовала бы двух запусков: первый вывел бы «Orion» на околоземную орбиту, а второй отправил бы разгонный блок. После этого корабль должен был бы состыковаться с разгонным блоком на околоземной орбите, чтобы затем направиться к Луне. Однако, как подчеркнул Брайденстайн, НАСА в настоящее время не располагает технологией стыковки «Orion» на околоземной орбите, что представляет собой серьёзную проблему[3].

## Этапы полёта

### Запуск

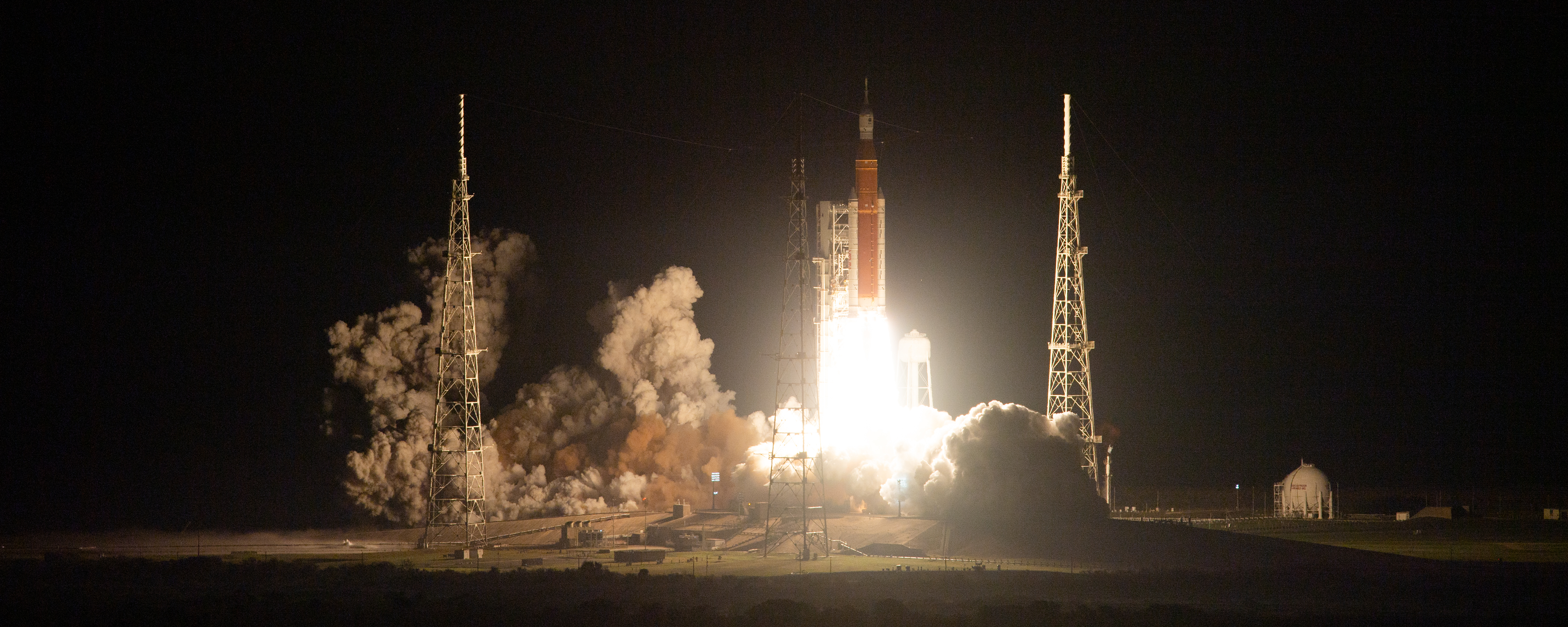
Запуск миссии «Артемида-1»

16 ноября 2022 года в 06:47:44 UTC (09:47:44 МСК) миссия «Артемида-1» успешно стартовала со стартового комплекса LC-39B Космического центра Кеннеди[1].
«Артемида-1» стала первым запуском с LC-39B со времён миссии «Арес I-X» в 2009 году. Космический корабль «Орион» и криогенная вторая ступень ICPS (Interim Cryogenic Propulsion Stage [англ.]) были выведены на расчётную орбиту после отделения от ракеты-носителя Space Launch System, достигнув околоземной орбиты примерно через 8,5 минуты после старта[2].

### Околоземная орбита

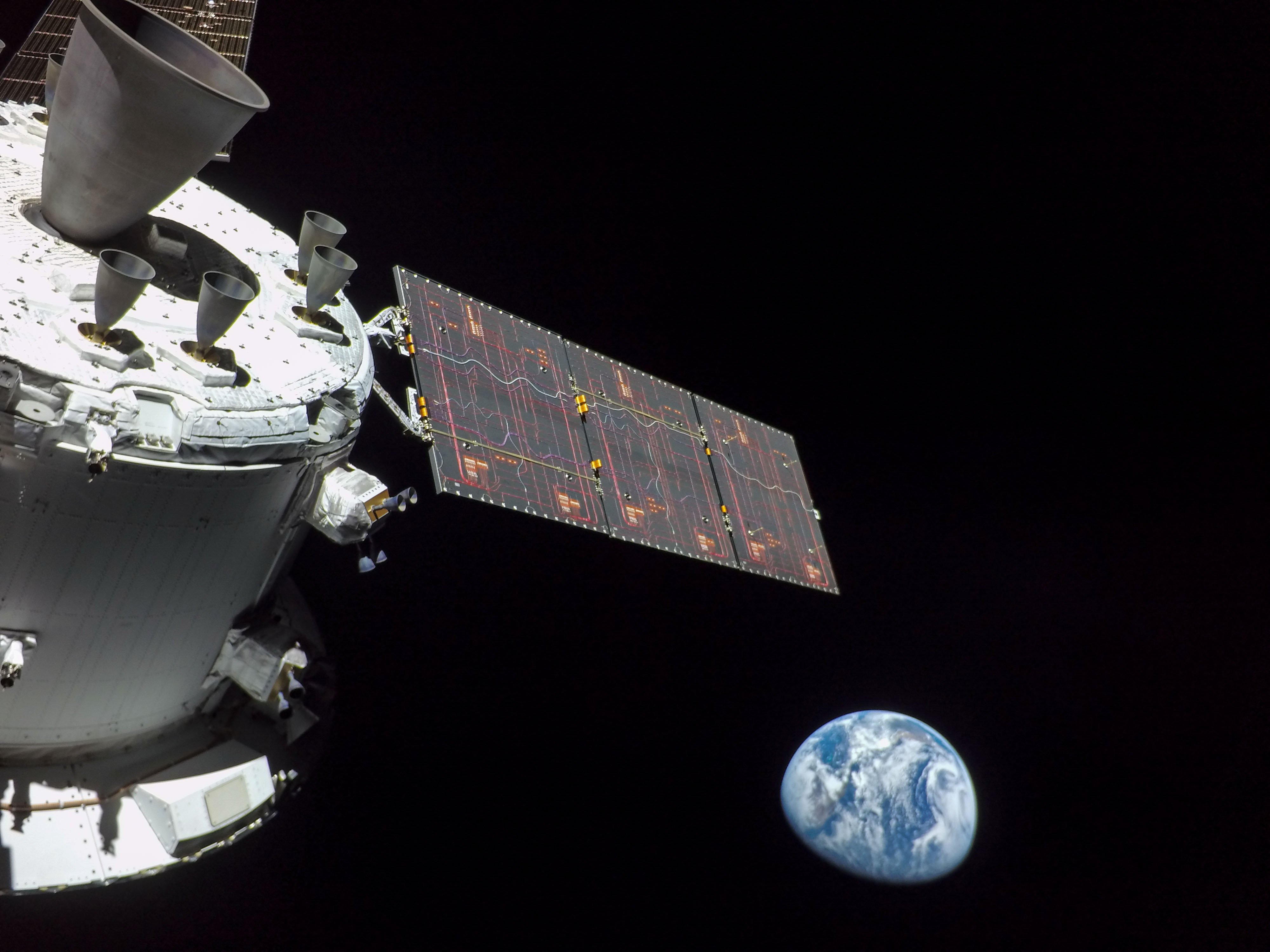
Вид Земли с космического корабля Orion

Через 89 минут (1 час 29 минут) после старта промежуточной криогенной двигательной ступени (ICPS) в течение примерно 18 минут выполнял манёвр транслунной инъекции (TLI). Затем КК «Орион» отделился от израсходованной ступени и запустил вспомогательные двигатели, чтобы безопасно уйти с орбиты Земли, и начать свое путешествие к Луне. После этого вторичная полезная нагрузка — 10 кубсатов были развёрнуты с адаптера Orion Stage Adapter, прикреплённого к ICPS. Через 3,5 часа после запуска ICPS провёл последний манёвр, чтобы вывести себя на гелиоцентрическую орбиту.
20 ноября 2022 года в 19:09 UTC (22:09 по МСК) «Orion» совершил вход в лунную сферу влияния, где притяжение Луны на космический корабль больше, чем у Земли.

### Окололунная орбита

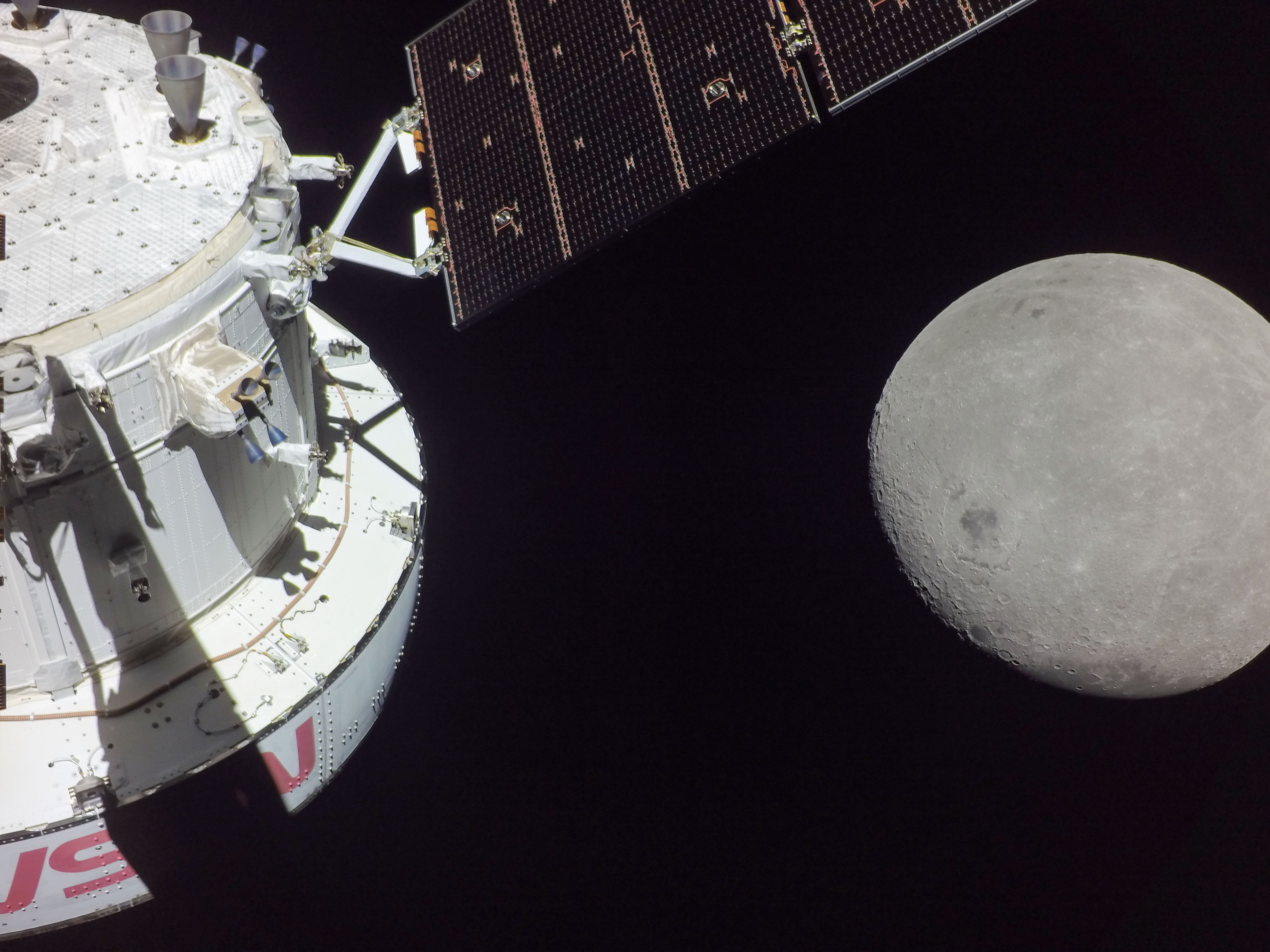
Вид Луны с космического корабля Orion

21 ноября 2022 года с 12:25 до 12:59 UTC (с 15:25 до 15:59 по МСК) «Орион», проходя за Луной, потерял связь с НАСА.
В 12:44 UTC (15:44 по МСК), пока связь с космическим кораблём ещё не была установлена, началась первая коррекция траектории для перехода КК «Орион» на дальнюю ретроградную орбиту (DRO). Двигатель системы орбитального маневрирования работал 2,5 минуты.
В 12:57 UTC (15:57 по МСК) работая в автоматическом режиме, космический корабль «Орион» пролетел над поверхностью Луны на высоте около 130 км (81 миля).
25 ноября 2022 года «Орион» выполнил ещё одну коррекцию, запустив систему орбитального маневрирования (OMS) на 1 минуту 28 секунд, изменив скорость корабля на 398 км/ч и наконец выйдя на орбиту вокруг Луны.
26 ноября 2022 года в 13:42 UTC (16:42 по МСК), Orion побил рекорд по удалённости от Земли, пройденной космическим кораблем, предназначенным для людей, возвращающимся на Землю. Рекорд ранее принадлежал миссии «Apollo-13» и составлял 400 171 км (248 655 миль).

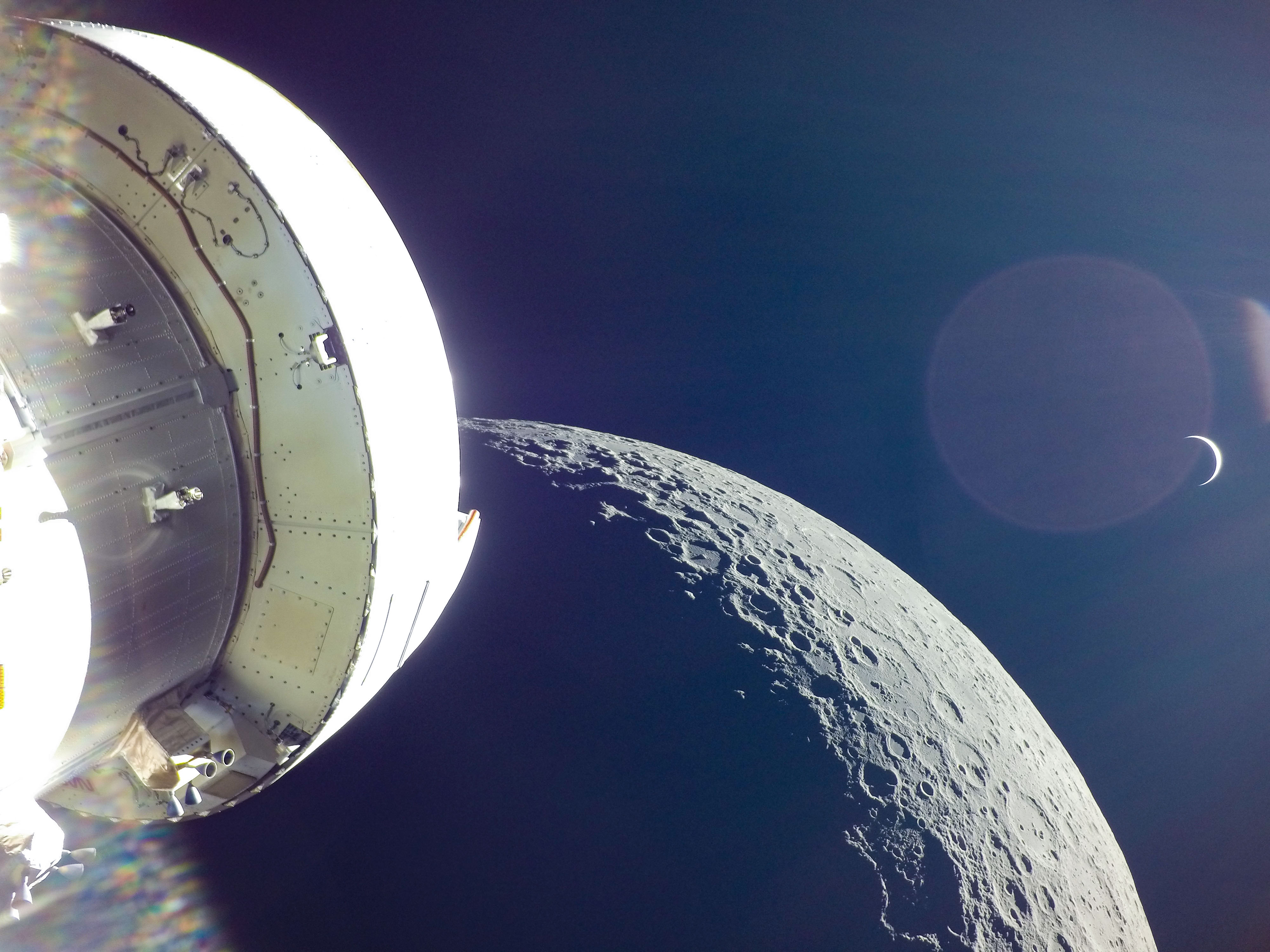
Вид Луны и Земли с космического корабля Orion. Orion летит к Земле

28 ноября 2022 года «Орион» достиг расстояния 432 210 км  от Земли, что является максимальным расстоянием, достигнутым во время миссии.
30 ноября 2022 года «Орион» выполнил профилактический запуск (короткое включение двигателя), чтобы сохранить свою траекторию и снизить скорость для запланированного запуска 1 декабря в 21:53 UTC (2 декабря в 00:51 по МСК), чтобы покинуть свою дальнюю ретроградную орбиту вокруг Луны.
5 декабря 2022 года в 16:43 UTC (19:43 по МСК), космический корабль достиг 128 км  над поверхностью Луны при максимальном сближении, прямо перед возвратом к Земле, совершив двигателем «возвратный импульс», чтобы покинуть зону лунного гравитационного влияния. Корабль снова прошёл за Луной, потеряв связь с центром управления полётом примерно на полчаса. Незадолго до пролёта на Orion произошёл электрический сбой, вскоре успешно устранённый.

### Обратный путь
6 декабря 2022 года в 07:29 UTC (10:29 по МСК) «Орион» вышел из лунной сферы влияния. Затем он провёл небольшую корректировку курса и проверку системы тепловой защиты модуля экипажа и европейского сервисного модуля.
В течение следующих нескольких дней команда управления полетами продолжала проводить системные проверки и готовиться к входу в атмосферу и приводнению.
10 декабря 2022 года было объявлено, что окончательное место посадки будет недалеко от острова Гуадалупе у полуострова Калифорния в Мексике. Последняя коррекция траектории (а всего за миссию их было шесть) была выполнена на следующий день за пять часов до входа в атмосферу.

### Вход в атмосферу и приводнение

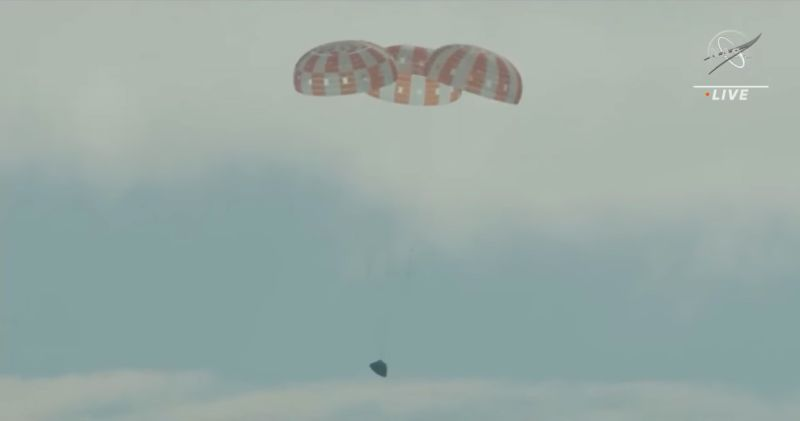
Спуск Orion на парашютах

11 декабря 2022 года около 17:00 UTC (20:00 по МСК) произошло разделение отсеков.
В 17:20 UTC (20:20 по МСК) космический корабль вошёл в атмосферу Земли, двигаясь со скоростью около 40 000 km/h (25 000 mph). Это было первое использование в Соединённых Штатах «скользящей» схемы спуска, впервые выполненной советским кораблём «Зонд-7», при котором замедление проводится в два приёма и перегрузки, испытываемые экипажем, оказываются более щадящими, чем были на «Аполлонах».

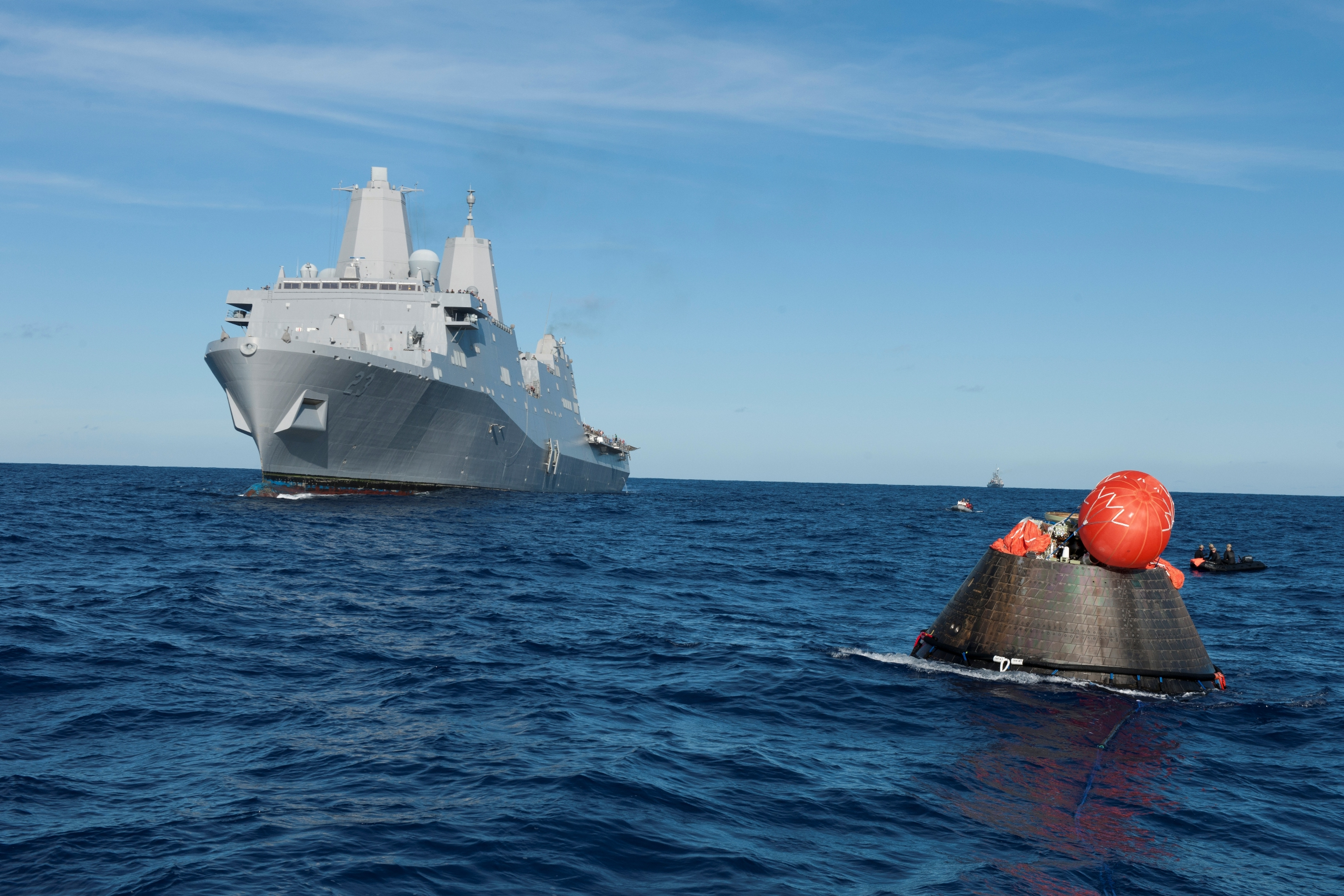
Прибытие корабля «Портленд» к космическому кораблю «Орион»

Приводнение капсулы «Орион» произошло в 17:40 UTC (20:40 по МСК) к западу от Нижней Калифорнии недалеко от острова Гуадалупа.
После приводнения спускаемый аппарат был успешно спасён из воды персоналом НАСА и экипажем корабля «Портленд» (десантный транспортный корабль-док ВМС США USS Portland (LPD-27)). Спасательная группа провела возле плавающего в воде аппарата около двух часов, изучая следы атмосферного спуска и фотографируя его. Затем с помощью такелажных приспособлений аппарат был поднят на борт «Портленда».
В спасательную группу входили сотрудники ВМС США, Космических сил, Космического центра Кеннеди, Космического центра Джонсона и Lockheed Martin Space.
13 декабря 2022 года капсула «Ориона» прибыла в порт Сан-Диего.

## График миссии
Ниже приведён график всех этапов миссии.
| Число                    | Число             | Действие                                                                    |
| Дата                     | T (UTC)           | Действие                                                                    |
| Запуск миссии            | Запуск миссии     | Запуск миссии                                                               |
| ------------------------ | ----------------- | --------------------------------------------------------------------------- |
| 16.11.22                 | 06:47:44          | Запуск                                                                      |
| 16.11.22                 | 06:49:56          | Отделение твердотопливных ускорителей                                       |
| 16.11.22                 | 06:50:55          | Отделение обтекателя служебного модуля Orion                                |
| 16.11.22                 | 06:51:00          | Сброшена система прерывания запуска (LAS)                                   |
| 16.11.22                 | 06:55:47          | Отключение маршевого двигателя основной ступени (MECO)                      |
| 16.11.22                 | 06:55:59          | Разделение основной и промежуточной криогенной двигательной ступеней (ICPS) |
| 16.11.22                 | 07:05:53 07:17:53 | Развертывание солнечных панелей Orion                                       |
| 16.11.22                 | 07:40:40 07:41:02 | Манёвр с поднятием перигея                                                  |
| 16.11.22                 | 08:17:11 08:35:11 | Транслунная инъекция                                                        |
| 16.11.22                 | 08:45:20          | Разделение Orion и промежуточной криогенной двигательной ступени (ICPS)     |
| 16.11.22                 | 08:46:42          | Разделение верхней ступени                                                  |
| 16.11.22                 | 10:09:20          | Утилизация промежуточной криогенной двигательной ступени (ICPS)             |
|                          |                   |                                                                             |
| Переход на Лунную орбиту |                   |                                                                             |
| 16.11.22                 | 14:35:15          | Первая коррекция траектории                                                 |
| 17-20 ноября             | 17-20 ноября      | Движение по инерции                                                         |
| 21.11.22                 | 12:44:00          | Облёт Луны с включенным двигателем                                          |
| Орбита Луны              |                   |                                                                             |
| 21-24 ноября             | 21-24 ноября      | Выход на дальнюю ретроградную орбиту (DRO)                                  |
| 25-30 ноября             | 25-30 ноября      | Движение по дальней ретроградной орбите (DRO)                               |
| 01.12.22                 | 21:53:00          | Сход с дальней ретроградной орбиты (DRO)                                    |
| 1-4 декабря              | 1-4 декабря       | Движение по инерции                                                         |
| Возвращение к Земле      |                   |                                                                             |
| 05.12.22                 | 16:43:00          | Близкий подход к Луне                                                       |
| 5-11 декабря             | 5-11 декабря      | Путь к Земле                                                                |
| 11.12.22                 | 23:20:14          | Интерфейс входа в модуль экипажа                                            |
| 11.12.22                 | 23:35:28          | Снижение высоты до 40 000 футов (12 км)                                     |
| 11.12.22                 | 23:36:02          | Развертывание парашюта переднего отсека                                     |
| 11.12.22                 | 23:36:06          | Развертывание тормозного парашюта                                           |
| 11.12.22                 | 23:37:26          | Развертывание главного парашюта                                             |
| 11.12.22                 | 23:39:41          | Приводнение                                                                 |

## Состав

### Ракета-носитель

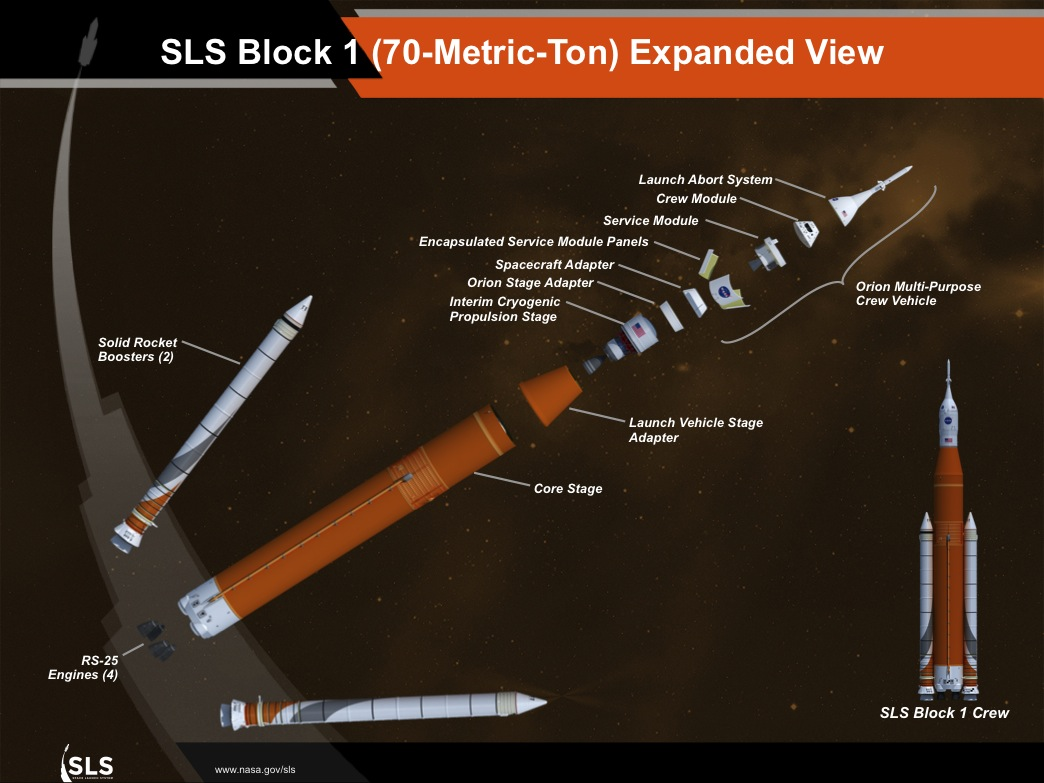
«Block1» вариант ракеты SLS

Space Launch System — сверхтяжёлая ракета-носитель, используемая для запуска космического корабля «Орион» с Земли на окололунную орбиту.

### Космический корабль
Орион — транспортное средство для экипажа, используемое во всех миссиях программы «Артемида». Он доставит экипаж с Земли на орбиту станции Gateway и вернёт его обратно на Землю.

## Связанные миссии
Помимо миссии Artemis I будут запущены и другие миссии по программе НАСА Artemis. В таблице ниже приведены связанные миссии.
| Связанные экспедиции | Связанные экспедиции                                                                      | Связанные экспедиции          | Связанные экспедиции           |
| Название экспедиции  | Задачи экспедиции                                                                         | Дата                          | Дата                           |
| Название экспедиции  | Задачи экспедиции                                                                         | запуска                       | посадки                        |
| -------------------- | ----------------------------------------------------------------------------------------- | ----------------------------- | ------------------------------ |
| Артемида-1           | Испытательный беспилотный полёт к Луне                                                    | 16 ноября 2022 года 06:47 UTC | 11 декабря 2022 года 17:40 UTC |
| Артемида-2           | Пилотируемый облёт Луны                                                                   | сентябрь 2025 года (план.)    | сентябрь 2025 года (план.)     |
| Артемида-3           | Посадка на Луну с экипажем                                                                | сентябрь 2026 года (план.)    | сентябрь 2026 года (план.)     |
| Артемида-4           | Доставка астронавтов на лунную орбитальную станцию Gateway и на поверхность Луны          | сентябрь 2028 года (план.)    | сентябрь 2028 года (план.)     |
| Артемида-5           | Посадка к южному полюсу Луны, доставка двух элементов на станцию Gateway                  | март 2030 года (план.)        | март 2030 года (план.)         |
| Артемида-6           | Посадка на Луну с экипажем, доставка шлюзового отсека                                     | март 2031 года (план.)        | март 2031 года (план.)         |
| Артемида-7           | Высадка на Луну с доставкой лунного крейсера                                              | март 2032 года (план.)        | март 2032 года (план.)         |
| Артемида-8           | Высадка на Луну с доставкой материально-технического снабжения и средств жизнеобеспечения | 2033 год (план.)              | 2033 год (план.)               |
| Артемида-9           | Высадка на Луну с доставкой лунной логистики                                              | 2034 год (план.)              | 2034 год (план.)               |
| Артемида-10          | Высадку на Луну, длительное пребывание на поверхности Луны                                | 2035 год (план.)              | 2035 год (план.)               |

## Полезная нагрузка
НАСА в сотрудничестве с Германским центром авиации и космонавтики (DLR), Израильским космическим агентством (ISA), компаниями StemRad и Lockheed Martin планируют провести эксперимент Matroshka AstroRad Radiation Experiment, MARE (аналог российского «Матрёшка-Р»), в ходе которого будет измерена тканевая доза ионизирующего излучения и протестирована эффективность противорадиационного жилета AstroRad в условиях радиации за пределами низкой околоземной орбиты. Ранее для защиты экипажа от радиации в основном планировалось использовать специальные укрытия, где астронавты могли укрываться, к примеру, во время солнечных вспышек. Использование жилетов AstroRad предполагает «мобильную систему защиты» от радиации.
В сиденьях для экипажа предполагается разместить два женских манекена для оценки воздействия радиации в течение всего полёта, включая воздействие солнечных вспышек и космических лучей. Один манекен будет экипирован жилетом AstroRad, а другой будет оставлен без защиты. Данный эксперимент позволит точно оценить воздействие радиации не только на поверхность тела, но и на конкретные внутренние органы. Это будет возможно благодаря нескольким пассивным и активным дозиметрам, размещённым в разных частях антропоморфных манекенов.

## Дополнительная полезная нагрузка

### Кубсаты

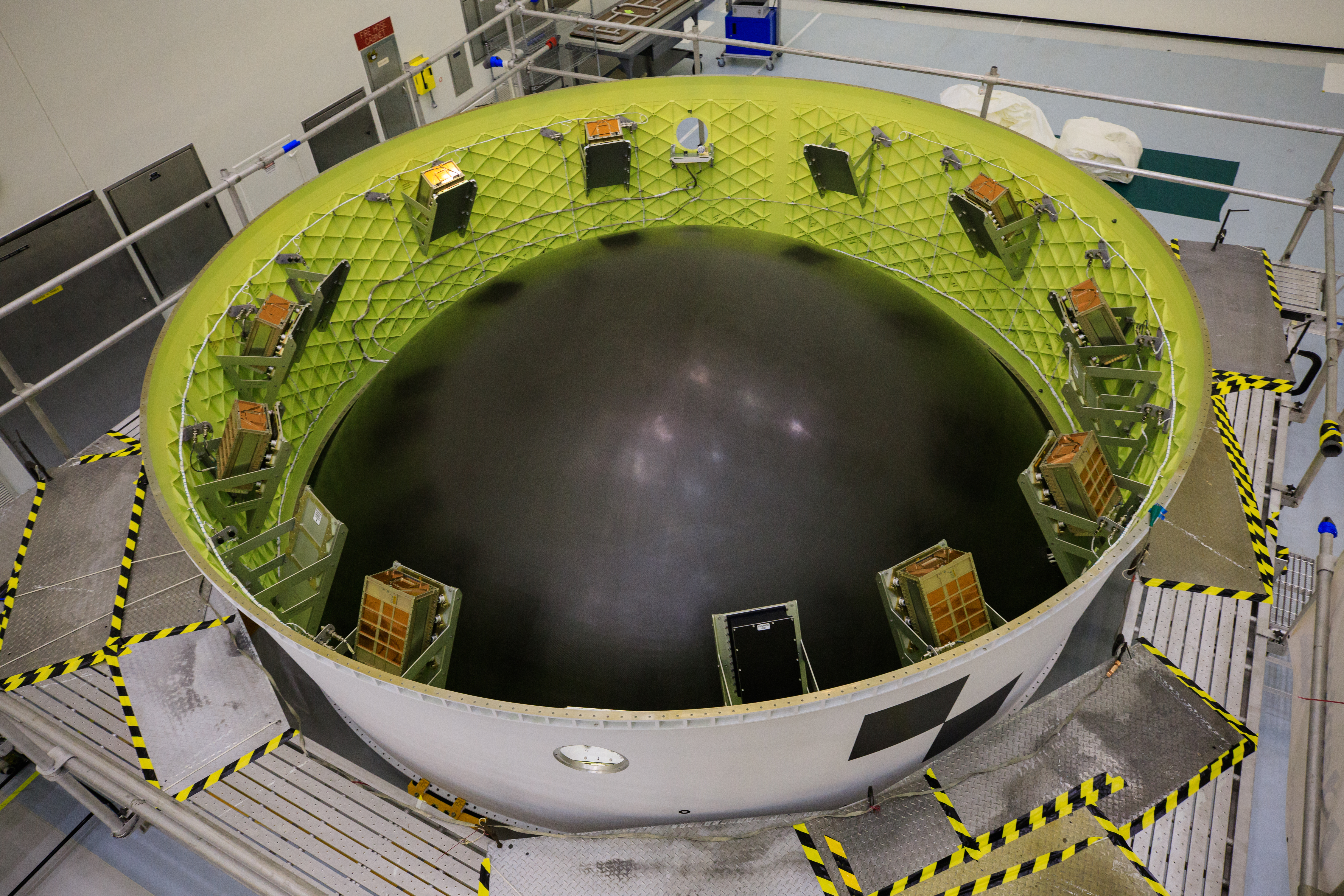
Адаптер для раскрытия кубсатов, расположенный на второй ступени SLS

На второй ступени ракеты-носителя размещены 10 кубсатов для исследования Луны, космического пространства, одного из астероидов, а также для биологических экспериментов и испытания технологий. Изначально было запланировало запустить 13 кубсатов, но три проекта (Cislunar Explorers, CU-3E и Lunar Flashlight) не были готовы к крайнему сроку сдачи. В таблице представлены 10 успешно запущенных кубсатов:
| Название кубсата                  | Заказчик                                   |
| --------------------------------- | ------------------------------------------ |
| ArgoMoon                          | NASA                                       |
| BioSentinel                       | NASA                                       |
| CuSP                              | CuSP — Southwest Research Institute (SwRI) |
| EQUULEUS                          | JAXA                                       |
| Lunar IceCube                     | Lunar IceCube — Morehead State University  |
| LunaH-Map — University of Arizona | Университет Аризоны                        |
| NEA Scout                         | NASA                                       |
| Omotenashi                        | JAXA                                       |
| LunIR                             | NASA                                       |
| Team Miles                        | NASA                                       |

## Галерея

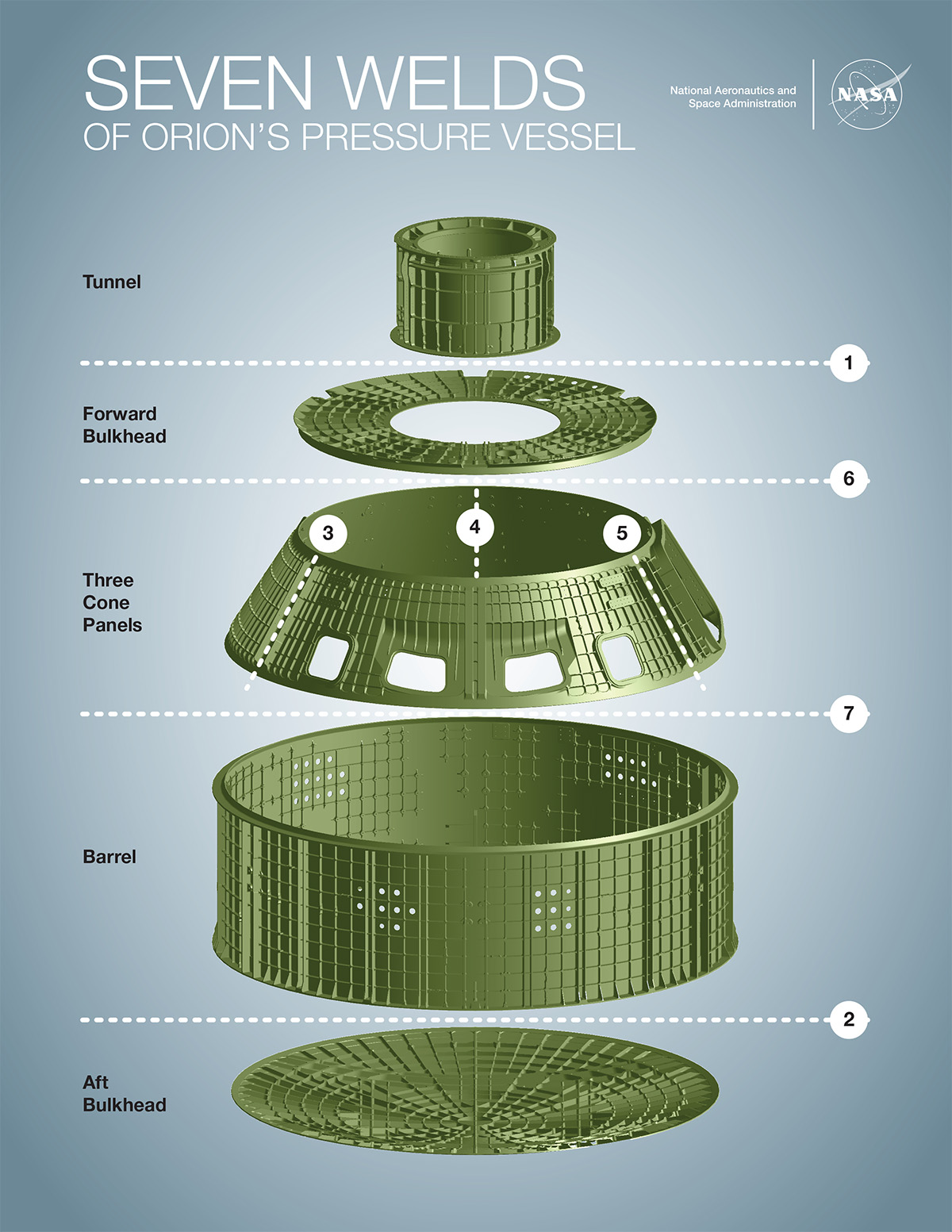
Последовательность сварки «Ориона»
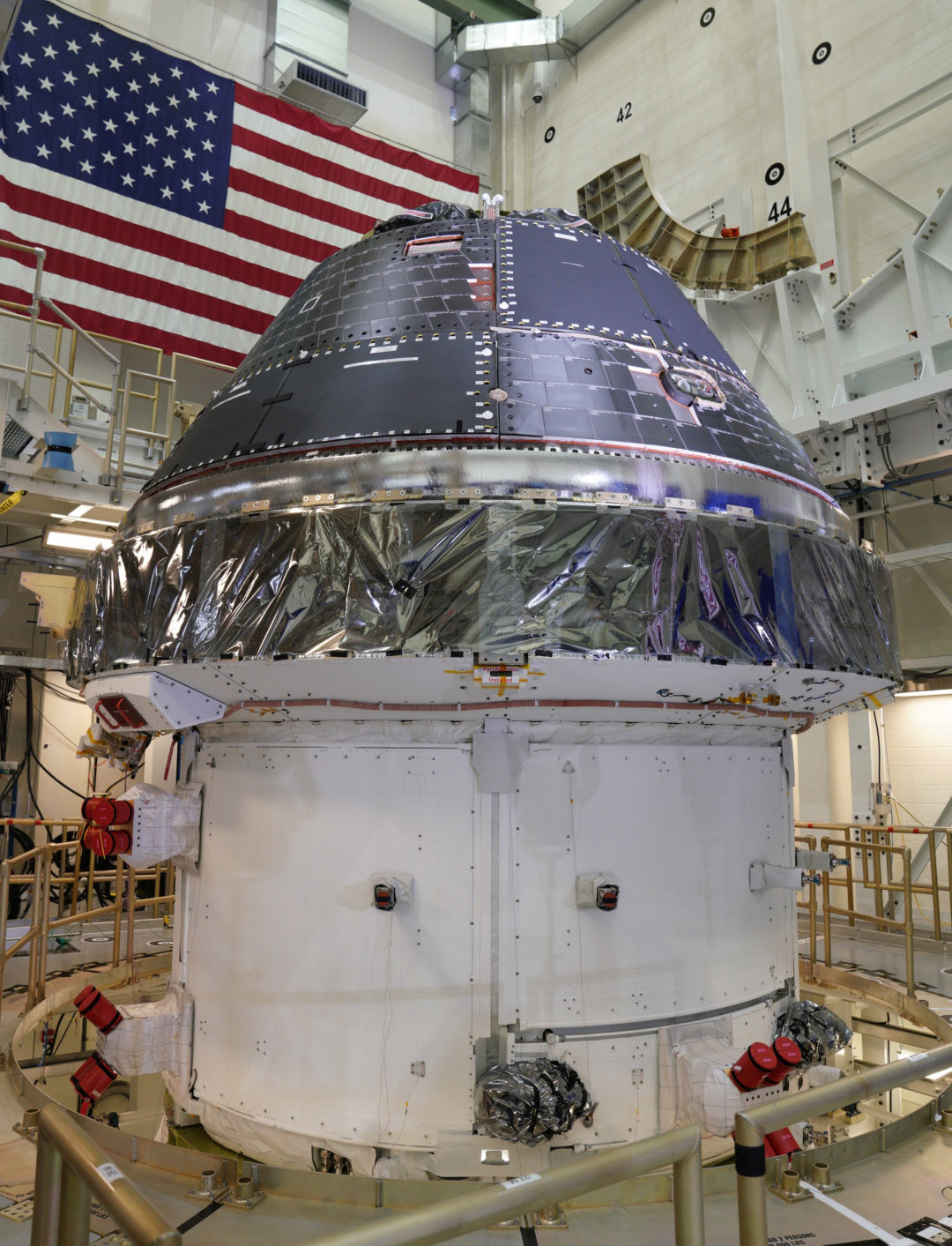
Космический корабль «Орион»
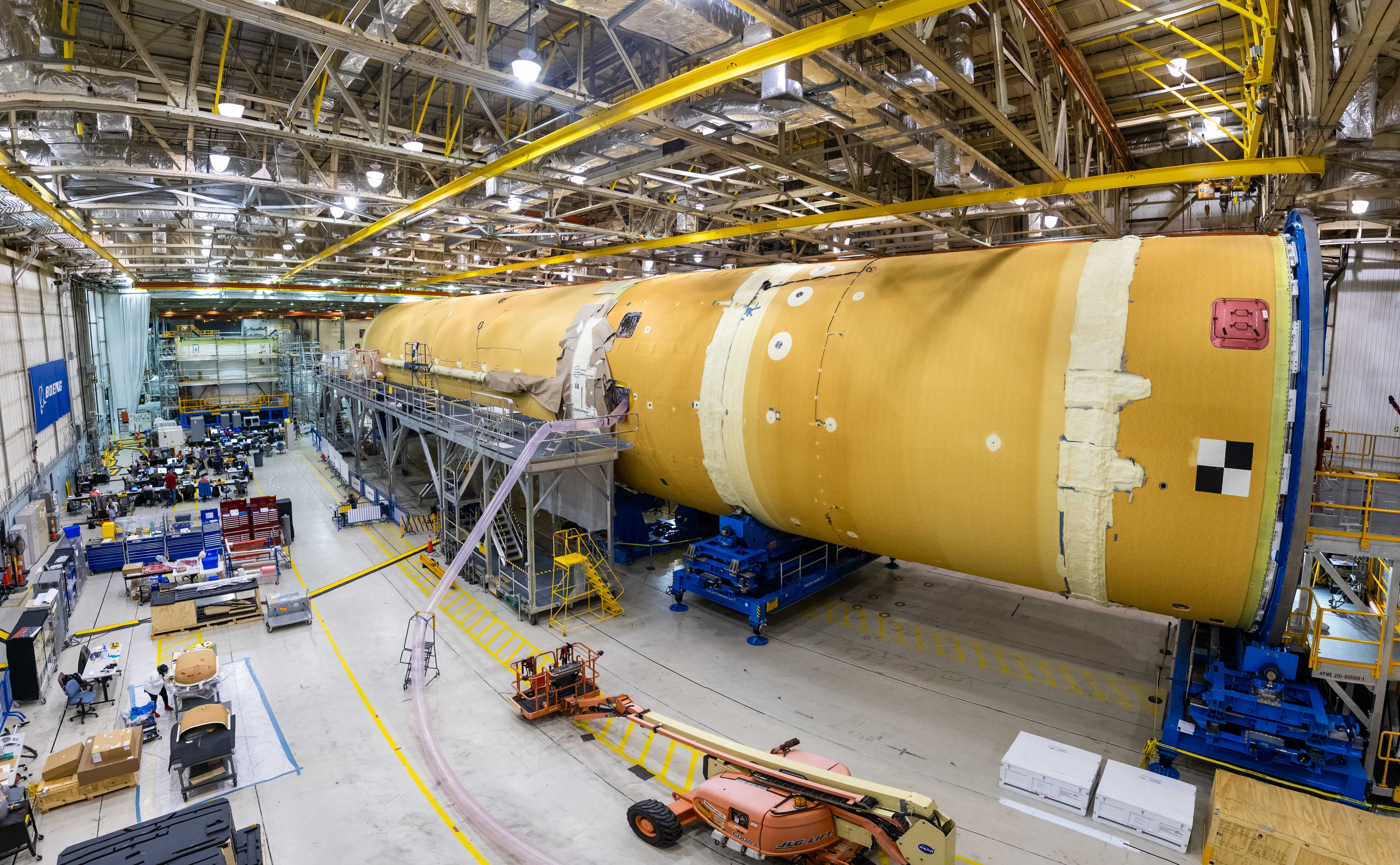
Ракета SLS 80-процентной готовности
«Артемида-1» на гусеничном транспортёре перед испытаниями
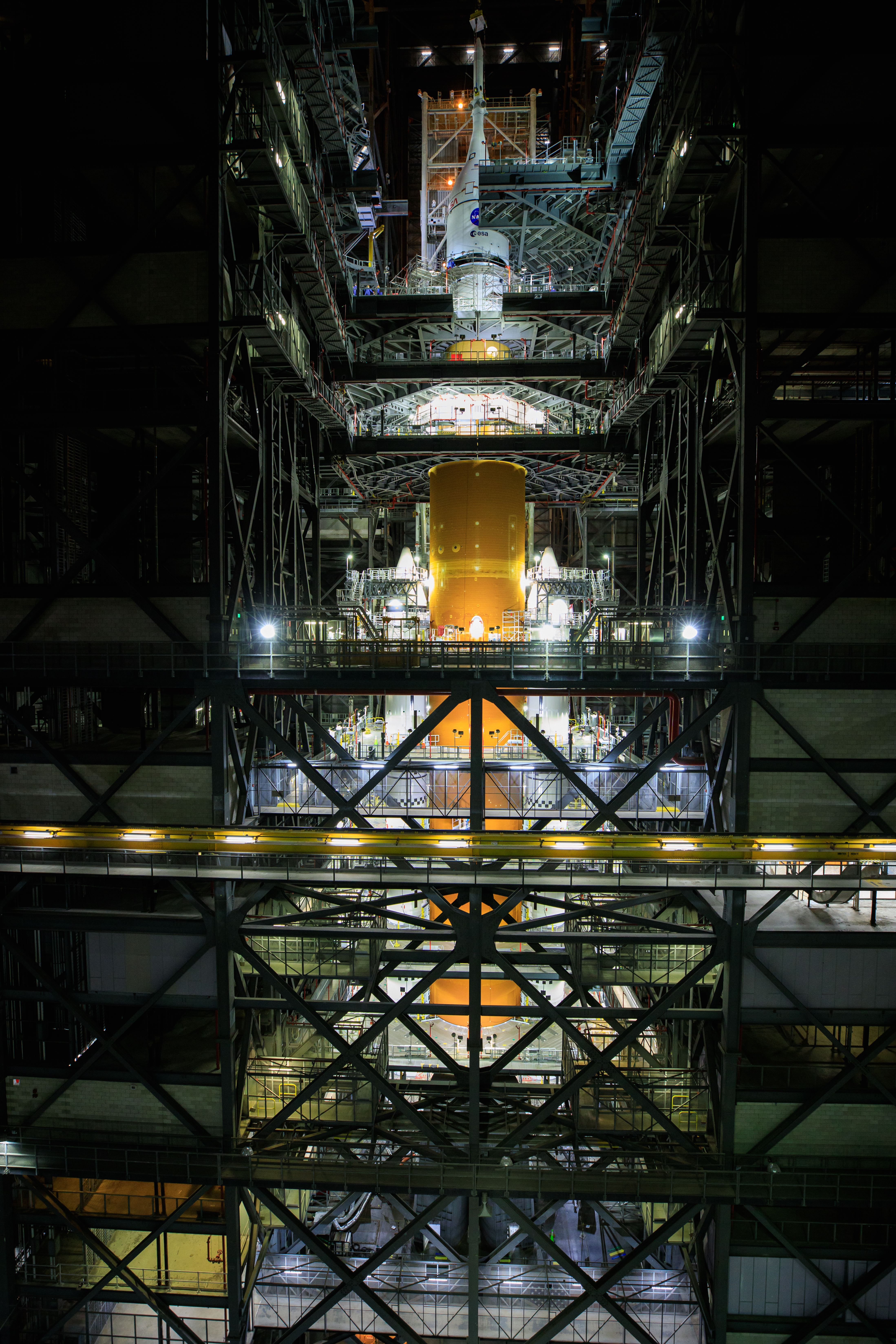
«Артемида-1» с капсулой «Орион»
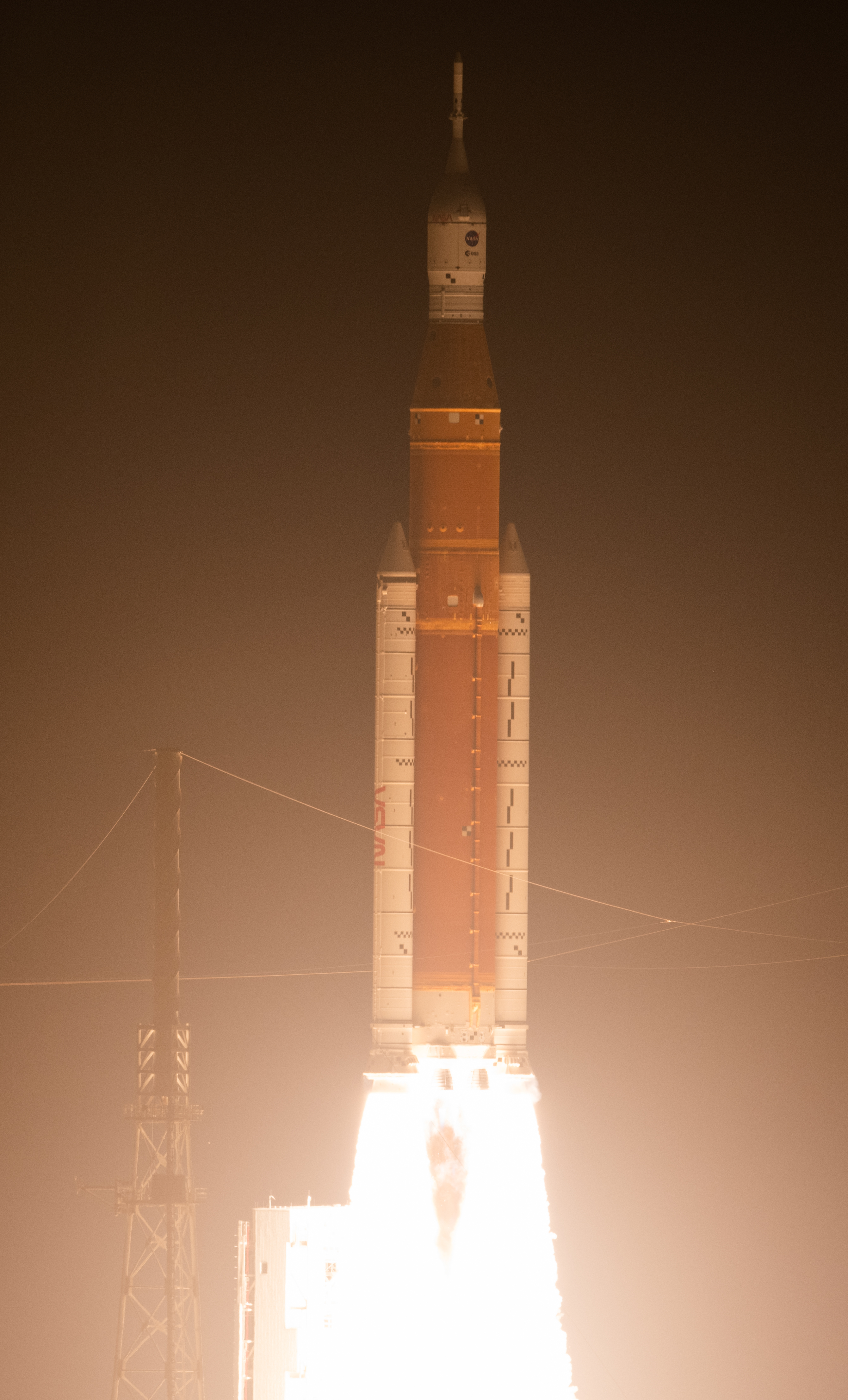
Запуск «Артемиды-1»
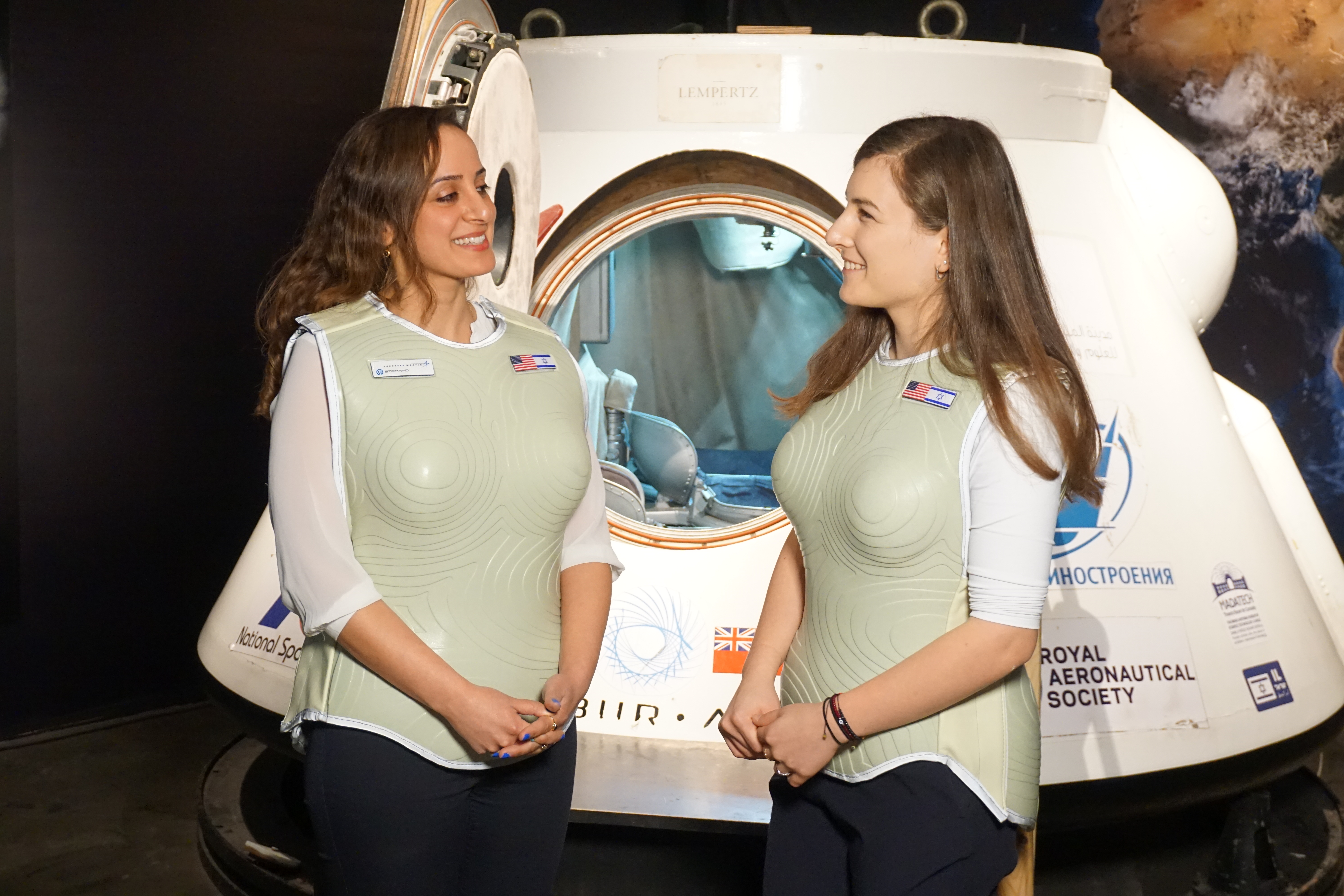
Жилет AstroRad для защиты от радиации
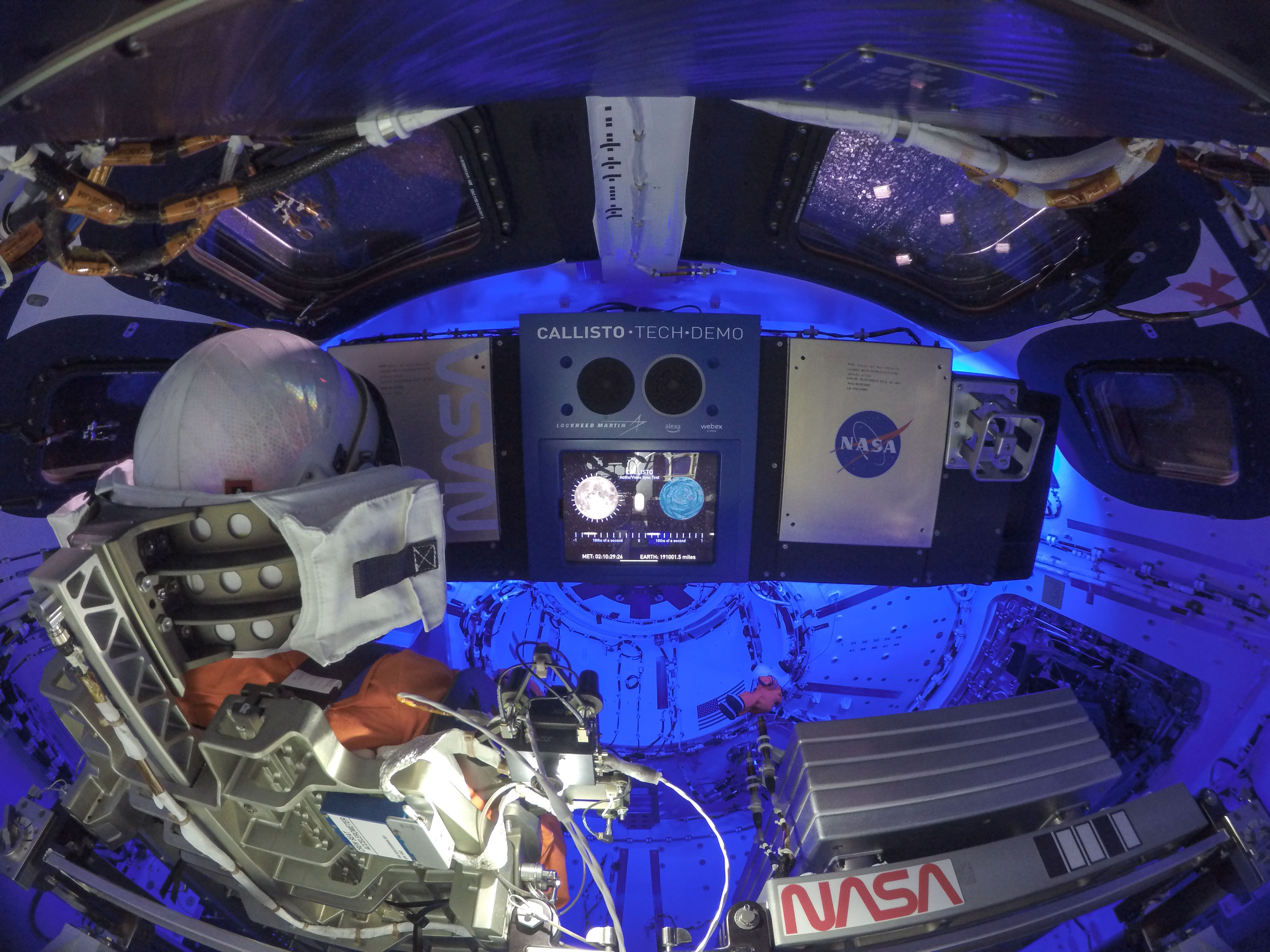
Космический корабль Orion внутри
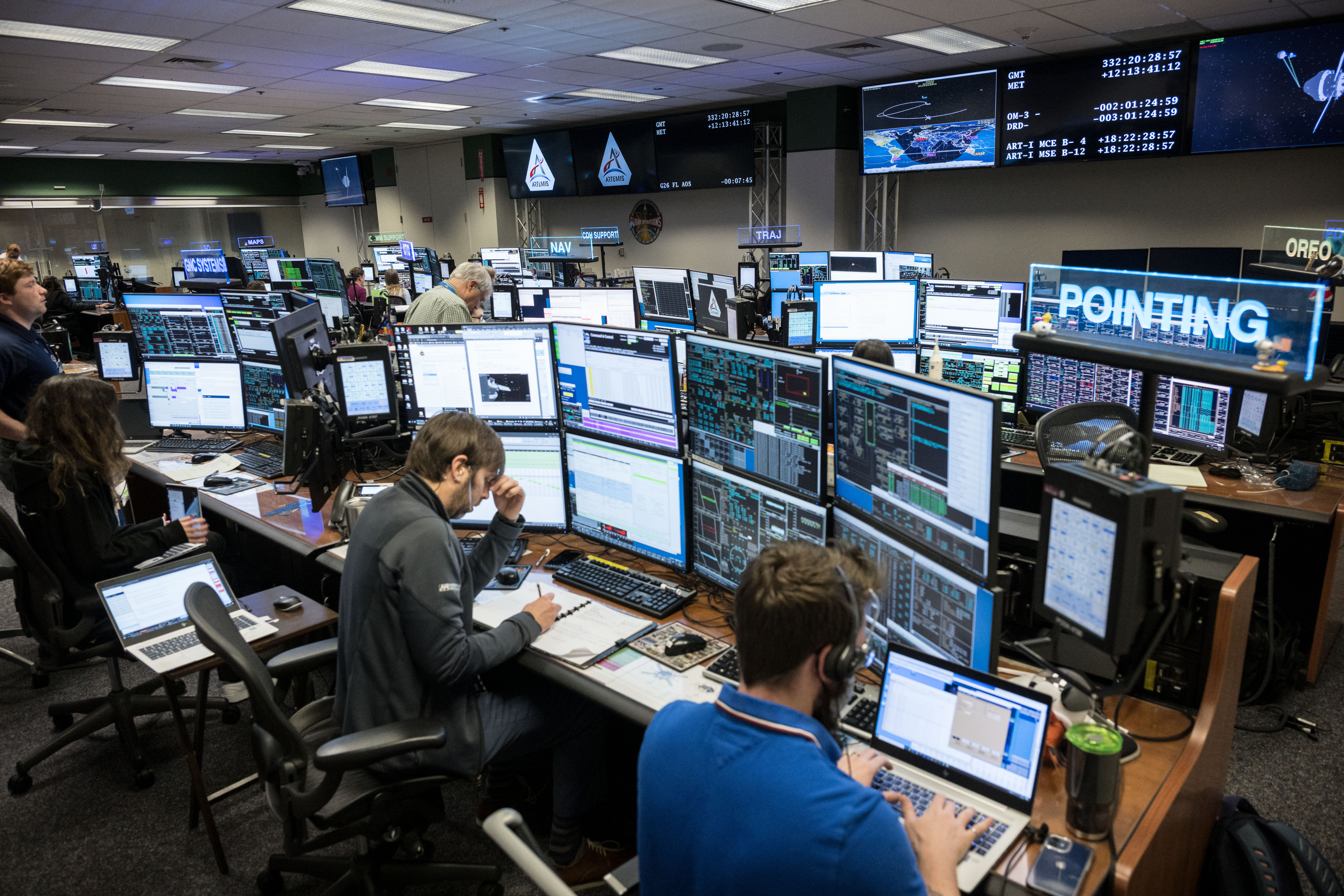
Контроль миссии на 14-й день полёта